# Ptilocercus lowii
Lo ptilocerco dalla coda a piuma o tupaia dalla coda a piuma (Ptilocercus lowii Gray, 1848) è una specie di tupaia diffusa in Asia sud-orientale, unico membro della famiglia Ptilocercidae Lyon, 1913.

## Descrizione
Rispetto alle altre tupaie, raggruppate nella famiglia Tupaiidae, ha le orecchie più grandi, oltre a pollice e alluce perfettamente opponibili e più divaricabili rispetto alle altre dita.
La lunghezza media di un esemplare è di circa 30 cm, metà dei quali occupati dalla lunga coda, ricoperta da squamette e culminante in un ciuffo di peli spioventi su due lati, così da somigliare alla base piumata di una freccia.

La pelliccia è corta, morbida, grigio scuro sul dorso e giallastra sul ventre.

## Biologia

### Comportamento
È un animale prettamente notturno e di giorno dorme in un nido ricavato ammassando delle foglie in un tronco cavo.
A riposo, la coda viene fatta passare sotto il corpo ed alzata come un ventaglio sopra la testa.

Che l'animale dorma o che sia sveglio, essa viene continuamente oscillata a guisa di scacciamosche.

### Alimentazione
Dalle infiorescenze della palma Eugeissona tristis assume alcool "in dosi che causerebbero intossicazione a un uomo".

## Distribuzione e habitat
La specie è diffusa nella Malacca meridionale, a Sumatra, in Borneo e su alcune isolette minori, dove vive nelle zone ricoperte da foresta pluviale.

## Tassonomia
Ne esistono due sottospecie:
- Ptilocercus lowii lowii (Gray, 1848)
- Ptilocercus lowii continentalis (Thomas, 1910)